# ミッキーのドリームカンパニー
『ミッキーのドリームカンパニー』(Mickey's Dream companey)は、2009年1月19日から2009年4月14日にかけて、東京ディズニーシー (TDS)のアメリカンウォーターフロントエリアのウォーターフロントパーク特設ステージで開催されている、東京ディズニーリゾート25thアニバーサリーのスペシャルイベントドリーム・ゴーズ・オンのミュージカルショーである。コンセプトは「夢よ、開け」。
東京ディズニーランドでは、同スペシャルイベントドリームス・ウィズインを開催している。

## ストーリー

### オープニング
たくさんの夢見る若者が集まる街ニューヨークに、スターダンサーを夢見る1人の少女マーガレットがいた。そんななか、彼女の目の前に魔法の鍵が現れた。
マーガレットは魔法の鍵で扉を開く。

### 扉を開いて…
魔法の鍵の力で、ミッキーマウスの主宰する劇団「ドリームカンパニー」のオーディションを受けることが出来たが、散々な結果が待っていた。落ち込むマーガレットを港湾作業員（チップとデール）や中華料理店の主人（デイジーダック）らがはげまし、力づけてくれる。夢をかなえるためにアルバイトとダンスレッスン（グーフィーが指導）、ボイストレーニング（ドナルドダックが指導）に精を出すマーガレットに、再びオーディションの話が舞い込んでくる。だが、結果は落選。
しかし、マーガレットの素質を買ったミニーマウスはコーラスガールから始めようとマーガレットをドリームカンパニーに誘う。こうして、マーガレットはドリームカンパニーの一員として舞台に登ることになる。

### フィナーレ
最後はディズニーの仲間が集結してフィナーレを迎える。

## 出演キャラクター
主なキャラクター
- ミッキーマウス…大人気劇団「ドリームカンパニー」の主宰者であり、劇団を代表するビッグスター。
- マーガレット…ニューヨークでスターダンサーを夢見る少女。
- ミニーマウス…ミッキーマウスとともに「ドリームカンパニー」を支える看板女優。
- プルート…「ドリームカンパニー」で大人気のスタードッグ。
- グーフィー…街のダンス教室でダンスを教える振付師。「ドリームカンパニー」の振り付けも担当。
- チップとデール…波止場で働くドッグワーカー。
- デイジーダック…チップとデールの行きつけのチャイナタウンのサロンの女主人。
- ドナルドダック…コミカルな、街のボイストレーナー。

オーディションの受験者
- ペンギン…合格
- クララベル・カウ…不合格
- マリー…合格（プルートの相手役として合格）
- 三匹の子ぶた…不合格　　

## 楽曲
ショー中使用楽曲
- 魔法の鍵〜The Dream Goes On
- ミッキーのドリームカンパニー (Mickey's Dream Company〜You've Never Seen a Show Like This)
- 夢はただひとつ (If I Could Only)
- 笑いとばそう (Laugh Your Troubles Away)
- 夢かなえよう (Make Your Dream Come True)
- 星に願いを (When You Wish upon a Star) - 『ピノキオ』より
- 楽しい休日 (Jolly Holiday) - 『メリー・ポピンズ』より
- 狼なんかこわくない (Who's Afraid of the Big Bad Wolf?) - 『三匹の子ぶた』より

### CD情報
2009年2月11日にウォルト・ディズニー・レコードより『ミッキーのドリームカンパニー』のサウンドトラックCD『東京ディズニーリゾート 25thアニバーサリー・グランドフィナーレ“ドリーム・ ゴーズ・オン”ミッキーのドリームカンパニー』が発売された。
このCDは、東京ディズニーランドおよびTDS内では、2月1日より先行販売が行われていた。

## 公演情報
公演期間2009年1月19日から2009年4月14日
公演場所ウォーターフロントパーク特設ステージ
公演時間約30分
公演回数1日2〜3回

## ステージについて
アメリカンウォーターフロントのウォーターフロントパークにイベント期間限定で設置されたステージで開催される。
タワー・オブ・テラーのオープン後にウォーターフロントパーク特設ステージが設置されるのは初めてであり、約3年ぶりとなる。
4つの照明器具を設置する為のやぐらとS.S.コロンビア号寄りの舞台からなる。ステージには、多くの出入り口、収納される4対の鏡、多数のLEDライトが設置してある。建設は2008年の12月中旬から始まった。

## 商品展開
開演当初は商品の販売がなかったが、2月より以下のような関連商品が販売された。
特に記載していない場合、取り扱いは、パーク内のショップ、ボン・ヴォヤージュ、ディズニーホテル、オフィシャルホテル、パートナーホテルのディズニーファンタジーとなる。
CD
ショーの台詞、音楽を収録したCD。#CD情報参照。パーク外の一般のCDショップなどでも取り扱っている。
ぬいぐるみ
このショーの終盤に登場する金色の衣装を着たぬいぐるみ
- ミッキーマウス
- ミニーマウス

ぬいぐるみバッチ
このショーでの衣装を着たぬいぐるみバッチ。ミッキーとミニーはぬいぐるみと同じく金色の衣装。
2体ずつセットとして販売された。
- ミッキーマウスとミニーマウス
- ドナルドダックとデイジーダック
- チップとデール

## その他
このショーの初演前に発表されたイメージ写真（ディズニーファン 2009年3月号、公式サイト等）には、2004年に開催されたスペシャルイベント『ザッツ・ディズニーテイメント』の『ザッツ・ディズニーテイメント・ウィズ・ミッキー』の写真が使用された。

## 関連
- 東京ディズニーシーのスペシャルイベント
- 東京ディズニーリゾート25thアニバーサリー
- 東京ディズニーシーのステージ